# MOTHER (SEAMOの曲)
「MOTHER」（マザー）は、SEAMOの9枚目のシングル。

## 解説
- 前作「軌跡」から約8ヶ月ぶりのリリースである。
- 9thシングルとして、2008年5月7日にBMG JAPANより発売。
- DVD付初回生産限定盤 PV「MOTHER」と日本武道館でのLIVEのオフステージ&楽屋インタビュー映像と武道館LIVE未収録映像「ジャパネットたかだ」収録のDVD付。
- ギフトパッケージ盤。
  - SEAMOオリジナル肩たたき券（5枚綴り）封入。
  - 写真が飾れるフォトスタンドデザイン。
  - 手紙が書けるメッセージボード仕様。
  - CDポップアップ仕様。
- 母の日シーズンである2009年5月18日付のオリコンシングルチャートで、2008年6月30日付以来TOP100に返り咲きしている。

## 収録曲
全曲　作詞：Naoki Takada　作曲：Naoki Takada & Shintaro“Growth”Izutsu
1. MOTHER
編曲：Shintaro“Growth”Izutsu & Takahito Eguchi
TBS系『ランク王国』4・5月度オープニングテーマ。
PVにはつぶやきシローと緑友利恵が出演している。
2. funky teacher 
編曲：Shintaro“Growth”Izutsu　コーラス：かける　わたる　ひかる
カートゥーン・ネットワーク『クラス・オブ・ミュージック!』エンディングテーマ。
3. 素直になりたい feat. AKIKO WADA
編曲：koji Igarashi
和田アキ子の2008年4月23日発売のアルバムCD『わだ家』にも収録された楽曲の別バージョン。
4. MOTHER(Instrumental)
5. funky teacher(Instrumental)
6. 素直になりたい(Instrumental)